# Ruth Teitelbaum

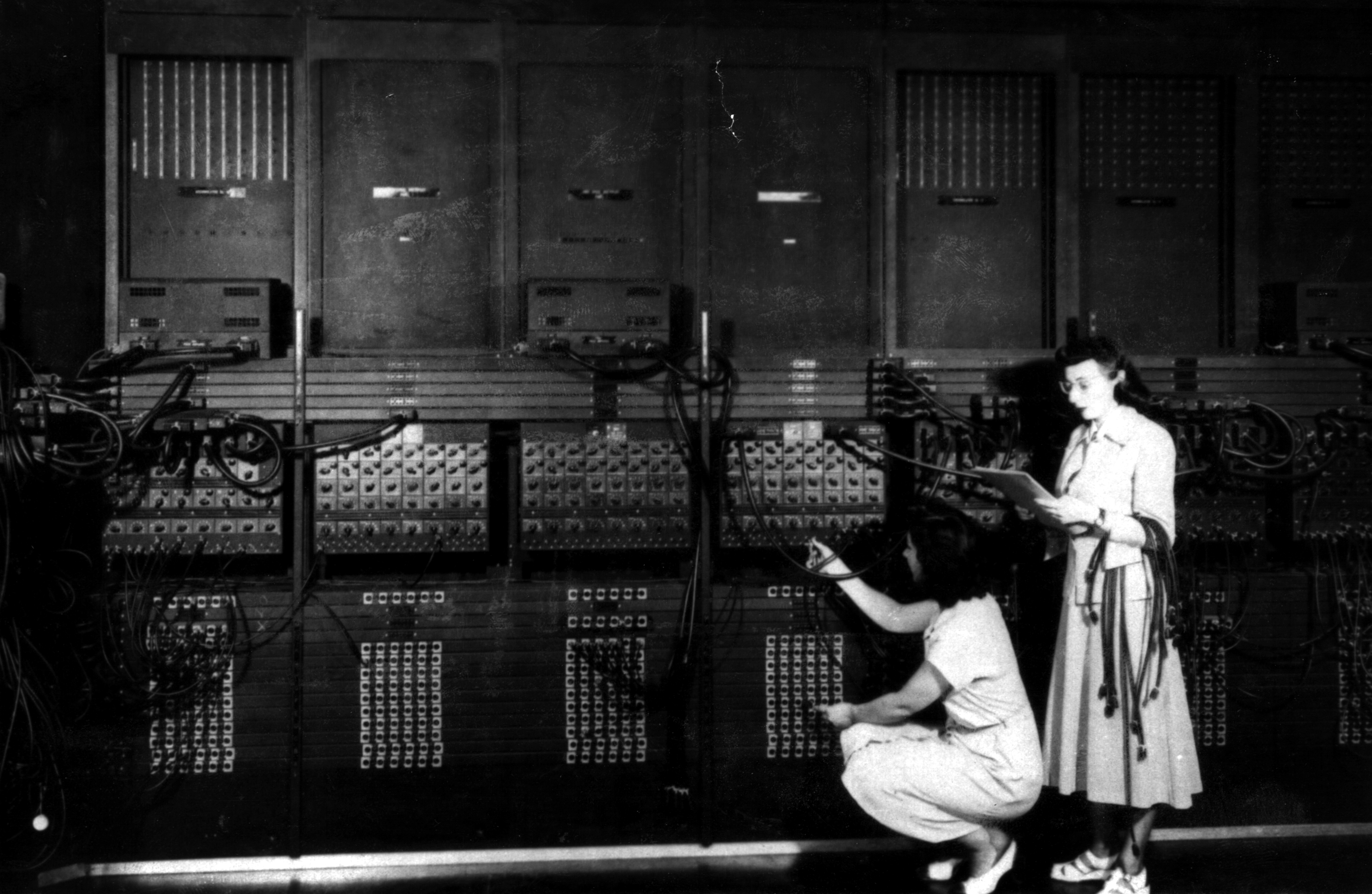
Ruth (embaixo) programando o lado direito do ENIAC, em 1946

Ruth Teitelbaum (nascida Lichterman; 1924 – Dallas, 9 de agosto de 1986) foi uma das programadoras originais do computador ENIAC.

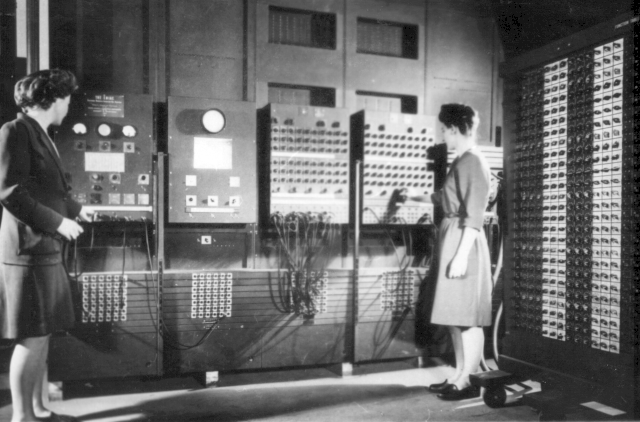
As programadoras Jean Bartik (esquerda) e Frances Spence (direita) operando o painel de controle principal do ENIAC.

## Biografia
Teitelbaum se formou no Hunter College com um B.Sc. em matemática. Foi contratada pela Escola Moore de Engenharia para calcular trajetórias balísticas e mais tarde foi escolhida como uma das primeiras programadoras para o ENIAC, que foi desenvolvido para executar os mesmos cálculos.